# 天外魔花
《天外魔花》（英語：Invasion of The Body Snatchers）是一部上映於1956年的美國科幻恐怖電影，改編自傑克·芬尼連載於《科利爾雜誌》的小說《The Body Snatchers》:108，由唐·席格執導，凱文·麥卡錫、达娜·温特主演。講述外星入侵者透過複製人類來試圖掌控地球的故事。電影上映後共取得了300萬美元的票房收入。
《天外魔花》曾入選美國《時代雜誌》電影史上25部最佳恐怖片。於1994年為美國國家電影保護局收藏。2008年，獲選為美國電影學會十大經典科幻片，與《2001太空漫遊》等片並列。

## 劇情

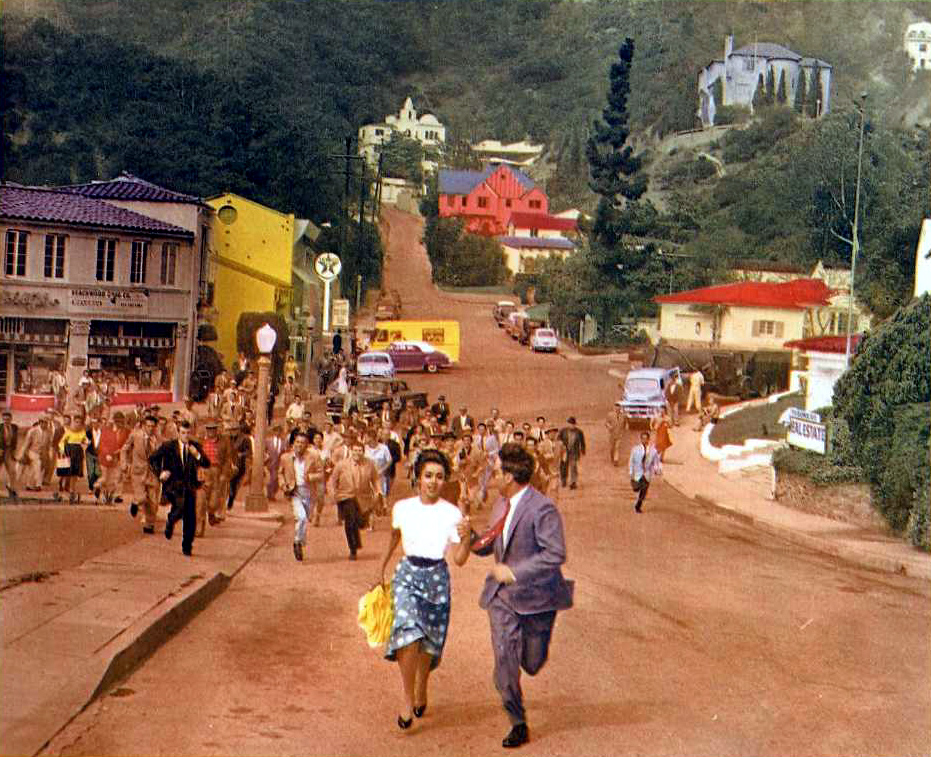
班納爾醫生與女友正在躲避豆莢人的追捕。

米爾斯·班納爾是一名醫生，他在出差期間接到護士打來的電話，稱其所在的小鎮聖米拉（位於加州洛杉磯附近）病患遽增，當班納爾醫生趕回來時，小鎮雖一如以往平靜，但發生的種種事件卻使他心生疑慮，認為他的病患已非原先小鎮的居民。隨即他在自家花房內發現了正在孵化的巨型外星豆莢，包括他自己的複製品，在他睡著時豆莢會快速生長，這時班納爾終於明白：小鎮的居民正被外星生物暗中取代。
班納爾與女友貝琪試圖警告大家，卻發現小鎮居民幾乎已被外星物種「豆莢人」所控制，在當地警方的監督下，鎮民將成批的豆莢運上卡車送往各大城市。班納爾與貝琪被由外星生物佔領驅殼的居民追捕，在逃亡途中貝琪由於睡著也變成了外星生物，班納爾只好拋下她獨自逃亡。途中班納爾還在高速公路上大聲警告過往的車輛，但沒人願意相信他說的話。
班納爾被誤認為發瘋而差一點被一名精神科醫生送入瘋人院，這時一名急救人員送來一個受傷的卡車司機，並聲稱此人被埋在一堆他「平生所見到最奇特的東西」巨大的豆莢下面，醫生總算相信了班納爾的話，並致電於執法部門。

## 演員
- 凱文·麥卡錫 飾 米爾斯·班納爾
- 达娜·温特（英语：Dana Wynter） 飾 貝琪
- King Donovan 飾 傑克
- 賴瑞·蓋茲（英语：Larry Gates） 飾 丹·考夫曼
- 珍·威爾斯（英语：Jean Willes） 飾 護士
- Ralph Dumke 飾 警察局長

## 翻拍
《天外魔花》被視為科幻電影的經典，曾多次被翻拍。
- 1978年，《變形邪魔（英语：Invasion of the Body Snatchers (1978 film)）》（Invasion of the Body Snatchers）
- 1993年，《異形基地》（Body Snatchers）
- 1998年，《老師不是人》（The Faculty）
- 2007年，《恐怖拜訪》（The Invasion），由妮可·基嫚和丹尼爾·克雷格主演[3]。
- 華納兄弟影業於2017年宣布將重拍《天外魔花》，預定由大衛·萊斯里·約翰遜（英语：David Leslie Johnson-McGoldrick）撰寫劇本[3]。

## 外部連結
- 互联网电影数据库（IMDb）上《天外魔花》的资料（英文）
- AllMovie上《天外魔花》的资料（英文）
- 爛番茄上《天外魔花》的資料（英文）
- 时光网上《天外魔花》的資料（简体中文）
- 開眼電影網上《天外魔花》的資料（繁體中文）
- 豆瓣电影上《天外魔花》的資料 （简体中文）